# Седліщкі (Свідницький повіт)
Седліщкі (пол. Siedliszczki) — село в Польщі, у гміні П'яскі Свідницького повіту Люблінського воєводства.
Населення — 316 осіб (2011).
У 1975-1998 роках село належало до Люблінського воєводства.

## Демографія
Демографічна структура станом на 31 березня 2011 року:
|          | Загалом | Допрацездатний вік | Працездатний вік | Постпрацездатний вік |
| -------- | ------- | ------------------ | ---------------- | -------------------- |
| Чоловіки | 141     | 29                 | 92               | 20                   |
| Жінки    | 175     | 37                 | 86               | 52                   |
| Разом    | 316     | 66                 | 178              | 72                   |